# Прозявка
Прозяването (от латински: oscitatio) е безусловен рефлекс, състоящ се в едновременно вдишване на въздух и разтягане на тъпанчето, последвано от издишване на въздух.
То се среща най-често при възрастни индивиди непосредствено преди или след сън, по време на досадни и скучни дейности, или в резултат на заразителното му качество. Това обикновено се свързва с умора, стрес, сънливост или дори скука и глад. При хората прозявката често се провокира и от прозяването на други хора и е типичен пример за положителна обратна връзка. Това „заразно“ прозяване също се наблюдава при шимпанзета, кучета, котки, птици, влечуги и може да се наблюдава между различни видове. Приблизително 20 психологически причини за прозяване са предложени от учените, но има малко съгласие за основните му функции.
По време на прозяване, мускулът m tensor tympani, намиращ се в средното ухо, се свива и създава шум в главата. Прозяването понякога се придружава, както при хората, така и при животните, с едновременно инстинктивно и неволно опъване на няколко части на тялото, включително горните крайници, врата, раменете и гърба.

## Причини
Има редица теории, които се опитват да обяснят защо хората и другите животни се прозяват. Вероятно има няколко причини за поведението при прозяване, но съществуват сравнително малко теории, които се опитват да обяснят основната еволюционна причина за прозяването.
Едно от проучванията посочва, че прозяването се случва, когато кръвта е наситена с въглероден диоксид и затова се нуждае от приток на кислород (или изхвърляне на въглеродния диоксид), който прозяването може да осигури. Всъщност прозяването може да намали приема на кислород в сравнение при нормалното дишане, обаче, нито осигуряването на повече кислород, нито намаляването на въглеродния диоксид във въздуха намаляват прозяването.
Друго проучване посочва, че хищниците и животните, подложени на опасности, трябва да са непрекъснато нащрек и че прозяването, особено психологическото „заразно“ прозяване, може да се е развило като начин да се държи будността на групата животни. Ако едно животно е сънливо или отегчено, то може да не е толкова бдително, колкото трябва да бъде, следователно, „заразното“ прозяване може да бъде „сигнал“ от един член на групата, подсказващ на останалите да останат бдителни. Нервността често показва усещането за предстояща нужда от действие. Различни данни показват, че прозяването помага да се увеличи състоянието на бдителност на човек. Подобно нещо се забелязва при парашутисти, които се прозяват в миговете преди да напуснат самолета.
Друга хипотеза е, че прозяването е причинено от същите химикали в мозъка, които засягат емоциите, настроението, апетита и други подобни явления. Тези химикали включват серотонин, допамин, глутаминова киселина и азотен оксид. Колкото повече от тези съединения се активират в мозъка, толкова честотата на прозяване се увеличава.
Прозяването може да бъде провокирано и в резултат на медицински проблеми, като диабет, инсулт или надбъбречни заболявания.

### Средство за терморегулация
Според друго проучване, чрез прозявката се контролира температурата на мозъка и тялото. През 2007 г. учените предложиха, че прозяването може да бъде средство за подобряване на кръвния поток и охлаждане на мозъка.
Едно изследване, публикувано през 2016 г. в Biology Letters, правейки анализ на прозяването от различни клипове (от YouTube) на 29 различни вида бозайници (мишки, котки, лисици, таралежи, морски лъвове, слонове, хора и др.) показва, че повечето видове, имащи малък мозък (с мозъчна кора по-малко богата на неврони), се прозяват сравнително кратко, докато приматите (чийто мозък има около 12 млрд. неврона) имат по-продължителна прозявка (6 – 8 секунди). При Африканския слон, чийто мозък е най-голям сред бозайниците, но с приблизително равен брой неврони, като при хората, прозявката трае около 6 секунди. За сравнение, при мишките средната прозявка трае приблизително 1,5 секунди..

### Акт на комуникация
Прозяването е комуникативен акт, който засяга 75% от хората, а останалите 25% са малко или не са чувствителни към това „заразяване“. Човек се прозява често, когато някой друг се прозява в обкръжението му, и това е свързано с емпатия. Такова поведение на съпричастност се среща само при приматите, но при хора, имащи шизоидно разстройство или аутизъм, не се наблюдава.
Едно проучване от 2011 г., направено в университета в Пиза показва, че „заразата“ при прозяване е по-висока, когато идва от родителите, след това от приятели, познати, и на последно място - от непознати. Въз основа на тези резултати се прави заключението, че заразата при прозяване се влияе от емпатичната връзка между двама души.

## Физиология
Човек се прозява около 250 хил. пъти по време на целия си живот, или средно по 5 – 10 пъти на ден. Цикълът на прозяване се извършва в три фази, последвани от усещане за благополучие и релаксация:
- дълбоко поемане на въздух
- апнея от около една секунда, по време на която слуховата острота намалява (поради отварянето на евстахиевите тръби)
- бързо издишане, понякога придружено от стимулиране на слъзните жлези и съпроводено или не с разтягане.

## Прозявката при животните
При някои животни прозяването може да служи като предупредителен сигнал, с цел сплашване на враговете, вероятно с показването на големите си кучешки зъби. По същия начин, сиамските бойни риби се прозяват, само когато видят друг представител от същия вид или свой собствен огледален образ; освен това прозяването им често е съпроводено с агресивна атака.
Морските свинчета също се прозяват, демонстрирайки господство или гняв, показвайки големите си зъби.
През 1963 г. Конрад Лоренц твърди, че птиците и влечугите не се прозяват, но това становище може да се счита за опровергано, тъй като от 1967 г. насам южноафриканските щрауси, както и други птици са наблюдавани по време на прозяване. Пингвините на Адели използват прозяването като част от техните ритуали на ухажване, при които мъжките отварят човката и насочват главите си към небето. Тази особеност се наблюдава и сред императорските пингвини. Изследователите се опитват да открият защо тези два вида споделят тази черта, въпреки че нямат сходни местообитания.
Хищните бозайници се прозяват повече от тревопасните животни. Жирафи, китове и делфини не са били наблюдавани да се прозяват.
При бабуините и макаците се прави разлика между истинското прозяване (със затворени очи) и прозяването, породено от емоции (с отворени очи). Последното може да бъде свързано със заплаха или сексуален компонент. По-възрастните маймуни, особено доминантните, се прозяват повече от по-младите.
Змиите се прозяват, за да пренаредят челюстите си след хранене, както и поради дихателни причини.
Кучетата, а понякога и котките, се прозяват, когато виждат човешко прозяване, или когато се чувстват несигурни. Те са много добри в четенето на човешките комуникационни действия, така че не е ясно дали този феномен се корени в еволюционната история или в резултат на опитомяването.
Рибите също могат да се прозяват в случаи на недостиг на кислород.
През 1949 г. Джулиън Хъксли дори описва факта, че мравките, след като се събуждат, първо протягат главите си, после шестте си крака, а след това отключват челюстите по начин, наподобяващ прозяване, но много подобни истории по-скоро имат анекдотски характер и не са подкрепени с научни доказателства.
- Хипопотам
- Макак
- Котка
- Тигър
- Лъв